# 清水ハン栄治
清水ハン栄治（しみずハンえいじ、朝: 시미즈 한 에이지, 1970年 - ）は、在日コリアンのプロデューサー、アニメーション映画監督。

## 来歴
横浜市に在日1世の父と3世の母の間に生まれる。帰還事業で北朝鮮に渡航後に消息を絶った在日同胞の話を幼い頃から聞いて育った。祖父母からは「悪さをすると収容所に連れて行かれるよ」と聞かされたと話している。
後述の『happy-しあわせを探すあなたへ』のプレス発表資料に寄せたコメントおよびプロフィールによると、アメリカ合衆国でMBAを取得して東京で⼤企業に勤め高給をもらう生活を送っていたが、監督となるロコ・ベリッチからドキュメンタリー映画のプロデュース依頼を受け、プロデュースに専念することになった。制作に6年をかけた後、2012年に『happy - しあわせを探すあなたへ』として公開され、世界の映画祭で12の賞を受賞した。また、人権をテーマにした偉人伝の漫画を世界25か国（12言語）で出版した。
東南アジアのアニメーターのネットワーク「すみません」を主宰する。
北朝鮮の強制収容所を題材とした3DCGアニメ映画『トゥルーノース』（2020年完成、2021年公開）で初めて監督を務める。この作品は、北朝鮮の収容所に関する書籍を渡されて読んだことが契機となり、10年の歳月をかけて自己資金で制作された。
著書に『HAPPY QUEST』がある。